# Diamena
Diamena là một chi thực vật có hoa trong họ Asparagaceae.